# The dark ride
The dark ride is een studioalbum van Iain Matthews uit 1994. Het album volgt op een aantal uitgaven uit het archief van Matthews zelf, doch dit is een officieel uitgegeven album via het :chlodwig-label verspreid door BMG. Het album is opgenomen onder leiding van Mark Hallman in de Congress House Studio in Austin (Texas) gedurende de maanden februari tot en met april 1994.

## Musici
- Iain Matthews – zang, akoestische gitaar
- Mark Hallman – mondharmonica, toetsinstrumenten, percussie, gitaar en achtergrondzang;
- Mark Griffiths – basgitaar
- Steve Meador – slagwerk

met
- Robert McEntee – dobro, gitaar
- Michel Fracasso- akoestische gitaar op Save her love
- Bradley Kopp ; Darcy Matthews (dochter van IM)– akoestische gitaar op Rooted to the spot
- Kris McKay – zang op The breath of life
- Sara Hickman – zang op Morning glory
- Rafael Gavol – slagwerk op Save her love

## Muziek
| Nr. | Titel                                                          | Duur |
| --- | -------------------------------------------------------------- | ---- |
| 1.  | I drove (Matthews)                                             | 3:43 |
| 2.  | Girl with the clouds in het eyes (Fracasso, Matthews, Hallman) | 3:45 |
| 3.  | Ballad of Gruene Hall (Matthews)                               | 4:51 |
| 4.  | Tigers will survive (part II), Darcy’s song) (Matthews)        | 3:41 |
| 5.  | The breath of life (Matthews)                                  | 2:49 |
| 6.  | Save her love (Fracasso)                                       | 3:34 |
| 7.  | For better or worse (Matthews)                                 | 3:52 |
| 8.  | Davey’s stung (Matthews, Hallman)                              | 3:25 |
| 9.  | Morning glory (Beckett, Buckly)                                | 3:27 |
| 10. | In London (Matthews)                                           | 3:40 |
| 11. | This is it (Matthews)                                          | 2:20 |
| 12. | Rooted to the spot (Matthews)                                  | 3:43 |